# Tifón Olga (1976)
El tifón Olga, conocido en Filipinas como tifón Didang, fue un fuerte tifón que arrasó Filipinas en mayo de 1976, provocando lo que se denominó "la peor inundación en 30 años". La tormenta mató a más de 300 personas y dejó a más de 1,3 millones de personas sin hogar. La tormenta se originó en un área de varias circulaciones superficiales el 4 de mayo, en la que el JTWC notó por primera vez a su predecesora como una tormenta que se movía hacia el suroeste el 12 de mayo. Sin embargo, fue rastreada por primera vez por la JMA el 11 de mayo. una tormenta tropical mientras continúa su movimiento y trayectoria. Sin embargo, se debilitó hasta convertirse en una depresión tropical a medida que interactuaba lentamente con otra circulación hacia el este, en la que el nuevo sistema dominaba al existente. La JMA y JTWC todavía trataron la tormenta como Olga cuando entró en el área de responsabilidad de Filipinas, en la que la oficina meteorológica estatal rastreó el sistema como "Didang". Aurora el 21 de mayo. En tierra adentro, Olga se debilitó posteriormente a una tormenta tropical cuando disminuyó su velocidad sobre Luzón Central antes de finalmente salir por el Mar de China Meridional el 24 de mayo. Allí, se fortaleció levemente hasta convertirse en una tormenta tropical cuando se acercó a tierra nuevamente, tiempo sobre el norte de Luzón antes de ser absorbido por una perturbación subtropical al sur de Okinawa el 28 de mayo, en el que el JTWC monitoreó el sistema por última vez un día antes. Sin embargo, la JMA continuó rastreando el sistema junto con los remanentes de Olga hasta que dejaron caer sus avisos mientras estaban cerca de la Línea Internacional de Cambio de Fecha el 31 de mayo.
Como sistema de movimiento lento, Olga provocó copiosas cantidades de lluvia sobre Filipinas, en la que un lugar del país registró una cantidad de 50 pulgadas (1300 mm), convirtiéndose en uno de los ciclones tropicales más húmedos que había aburrido el país insular. También se registraron vientos de 150 km / h (90 mph) en Iba, donde se destruyeron casi todos los sets de Apocalypse Now, una película y se requirió que su personal se refugiara en hoteles y casas. 374 personas murieron y más de 1,3 millones quedaron sin hogar. Muchas infraestructuras públicas, incluidas una presa, diques y otros embalses, resultaron dañadas mientras los cultivos agrícolas se inundaron por las lluvias de la tormenta. Además, las inundaciones afectaron la amplia franja de Luzón, siendo la parte central de la isla la más afectada. Los daños causados por la tormenta fueron estimados oficialmente por el presidente en ese momento, Ferdinand Marcos estará en $ 70 millones. Mientras tanto, sus muertes y la destrucción resultante dieron como resultado que su nombre local "Didang" fuera retirado.

## Historia meteorológica

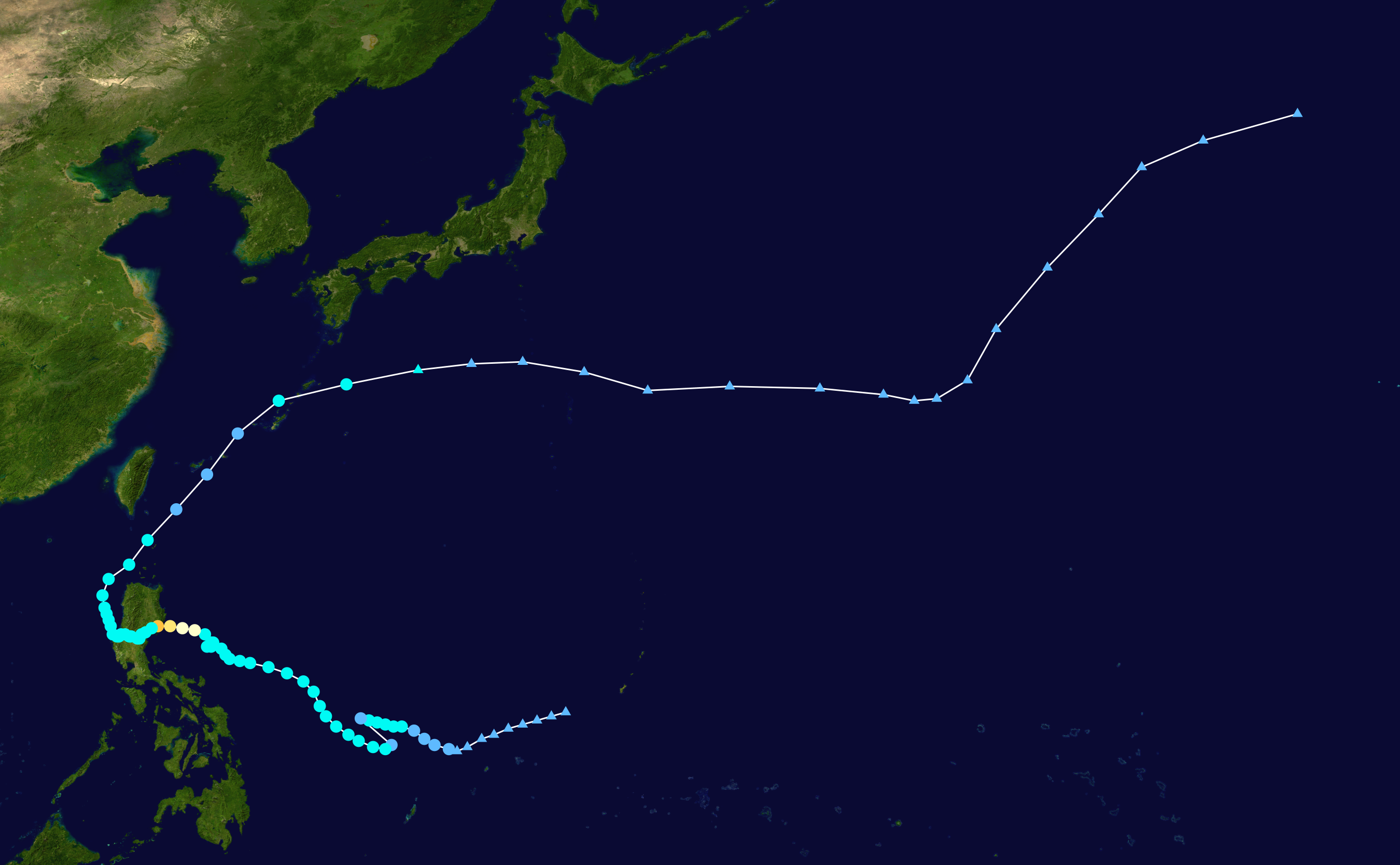
Recorrido con intervalo de 6 horas

Ya el 4 de mayo, se observaron varias circulaciones de superficie a lo largo de una vaguada activa que se extiende a través del Pacífico ecuatorial. La perturbación que se convertiría en Olga fue notada por el Centro Conjunto de Advertencia de Tifones de los Estados Unidos como un sistema que se mueve hacia el suroeste a lo largo del centro de un anticiclón de nivel superior el 12 de mayo, aunque la Agencia Meteorológica de Japón (JMA) rastreó por primera vez a su predecesor en 18: 00 UTC del 11 de mayo como 1,004 hectopascales (29,6  inHg) sistema. La primera advertencia del JTWC en Olga a las 06:00 UTC indicó que una circulación a lo largo del cruce se estaba volviendo dominante que las otras. Seis horas después, la perturbación hizo un movimiento oeste-noroeste guiado por la periferia sur de una cordillera subtropical en el Pacífico antes de que la agencia actualizara el sistema a tormenta tropical al día siguiente por la tarde.
Esa noche, las imágenes de satélite revelaron la presencia de otra circulación, ubicada a 120 millas náuticas (220 km; 140 millas) al este de Olga. La nueva circulación interactuó con el sistema de fortalecimiento, antes de que el centro original se disipara y su convección restante hubiera sido absorbida por la segunda característica mientras se movía de oeste a noroeste. Lenta pero modestamente, la intensificación prevaleció sobre la perturbación y el nuevo ciclón se volvió a intensificar hasta convertirse en una tormenta tropical. Sin embargo, tanto la JMA como la JTWC continuaron rastreando este sistema como Olga. Luego se inclinó hacia el norte debido a una vaguada de onda corta que atravesaba los vientos del oeste el 16 de mayo antes de reanudar su trayectoria hacia el oeste-noroeste como resultado del movimiento de la vaguada hacia el este. En este momento, Olga ahora fue rastreada por la Oficina Meteorológica de Manila (ahora la PAGASA) cuando entró en el Área de Responsabilidad de Filipinas (PAR) y le asignó el nombre local "Didang". Olga entró posteriormente en un área de cizalladura del viento desfavorable causada por una cresta de 200 mb inclinada sobre el sudeste asiático y, a pesar de esto, se intensificó lentamente mientras se acercaba a las Filipinas continentales. El ciclón también inició un bucle en sentido antihorario y se desaceleró como resultado de una vaguada de onda larga que se movía frente a la costa este de China. El sistema completó este ciclo el 20 de octubre mientras continuaba fortaleciéndose lentamente. Los informes de los aviones de reconocimiento de las 03:30 UTC y las 19:47 UTC indicaron que Olga comenzó a experimentar una rápida intensificación como seuna caída de presión de 44 mb (de 978 mb a 934 mb). Aproximadamente a las 00:00 UTC del día siguiente, Olga tocó tierra en la provincia de Aurora con un estimado de vientos máximos sostenidos de 185 km / h (115 mph) y una presión barométrica de 940 hectopascales (28 inHg), haciendo en una Categoría 3 tifón.
Al moverse tierra adentro, los vientos de Olga se degradaron rápidamente a vientos con fuerza de tormenta tropical al pasar sobre la bahía de Baler antes de cruzar Luzón Central. Moviéndose con una velocidad de avance de 2 a 4 nudos, se movió hacia el oeste-suroeste, antes de tomar un camino hacia el oeste. Aún como un sistema de fuerza de vendaval, el ciclón giró hacia el noroeste antes de salir por el Golfo de Lingayén el 24 de mayo. Posteriormente se reintensó levemente antes de girar hacia el noreste, esta vez evitando al norte de Luzón un impacto directo del sistema al pasar por Batanes ya que se inclinaba al norte-noreste. Al día siguiente, lo que era Olga ahora es solo una circulación de bajo nivel separada a través de su convección mientras acelera alejándose de las Filipinas azotadas por el tifón. El sistema fue rastreado por última vez por la oficina meteorológica de Filipinas el 26 de mayo antes de que el JTWC emitiera el aviso final a las 06:00 UTC de ese día mientras se encontraba al este de Hengchun en Formosa (ahora Taiwán). La agencia también señaló que los restos de Olga fueron absorbidos en una perturbación subtropical el 27 de mayo al sur de Okinawa, aunque la JMA continuó rastreando el sistema hasta que dejaron de monitorearlo a las 12:00 UTC del 31 de mayo cerca de la Línea Internacional de Cambio de Fecha.

## Efectos
Filipinas sufrió un impacto directo de Olga el 21 de mayo, cuando el sistema tocó tierra sobre Aurora. Junto con el monzón del suroeste que prevalece sobre el país, el ciclón provocó fuertes lluvias a lo largo de las porciones sur, central y norte de Luzón, provocando inundaciones catastróficas. Millones perdieron sus hogares debido a la inundación y muchos embalses se desbordaron y estallaron debido a las continuas lluvias, lo que nuevamente afectó a muchas personas. El número final de muertos por la tormenta fue de 374, mientras que los daños alcanzaron millones de dólares. En Cubi Point, la lluvia superó las 50 pulgadas (1300 mm), lo que colocaría al sistema como uno de los ciclones tropicales más húmedos de Filipinas.  El resumen de los eventos después de que la tormenta azotara el país están resumidos por fecha como sigue:

### 19 de mayo
El 19 de mayo, antes de trasladarse tierra adentro, las bandas de lluvia de Olga provocaron fuertes lluvias que provocaron inundaciones repentinas en la zona metropolitana de Manila. Se requirió que 8.000 en Manila abandonaran sus hogares y miles de viajeros se quedaron varados. En un suburbio de Caloocan, se vieron dos metros de inundación; Se enviaron tanques anfibios de la Armada para evacuar a las personas que se encuentran en sus hogares a las escuelas por su seguridad. Como respuesta a esto, el presidente filipino en ese momento, Ferdinand Marcos, levantó el toque de queda regular de la ley marcial de 1 a 4 de la mañana para permitir que miles de pasajeros varados se fueran a casa sin multas.

### 20 de mayo
El 20 de mayo, se confirmaron siete muertes por la tormenta. La inundación de Olga también fue descrita como "la peor en 30 años", según las autoridades de Filipinas. Al menos 10.000 personas se vieron obligadas a huir de sus hogares en Ciudad Quezon debido a más de 410 mm (16,1 pulgadas) de lluvia, y dicha cantidad fue confirmada por Roman L. Kintinar, jefe de la Oficina Meteorológica de Manila. Decenas de miles de automovilistas y viajeros también quedaron varados en la capital Manila. Se construyeron refugios de seguridad de emergencia en varias iglesias y escuelas de la zona para los evacuados, mientras que los hombres rana de la marina rescataron a 71 personas de una zona residencial inundada en un lugar desconocido en las afueras de Manila. Se informó de la desaparición de diez personas allí. Más de 1.500 personas también quedaron atrapadas y afectadas por las aguas de dos metros de altura en Mandaluyong. Las comunicaciones fuera del área metropolitana fueron cortadas y las autoridades dijeron que a esa fecha no se recibieron reportes de daños en las provincias que también son afectadas por Olga. Como resultado, el presidente Marcos declaró a Manila y otras cinco provincias de Luzón en estado de emergencia y ordenó que se cerraran todos los negocios en Manila y Quezon City, excepto las operaciones esenciales. La Cruz Roja de Filipinas pidió ayuda a USAID y a los residentes locales del área para proporcionar alimentos a las víctimas de la tormenta.

### 21 de mayo
El número de muertos aumentó a 25 y 8 desaparecidos el 21 de mayo. Dieciséis de ellos se recuperaron de la crecida de las aguas en un lugar desconocido del país. Dos avionetas con 12 personas a bordo están desaparecidas durante el embate del tifón. El estado de calamidad proclamado en Manila y áreas cercanas congeló los precios de los alimentos e impuso sanciones a los acaparadores y lucrativos allí. El presidente Marcos también ordenó a la Fuerza Aérea de Filipinas que realizara operaciones de siembra de nubes en las áreas montañosas al norte de la capital para inducir la lluvia lejos de sus nubes de tormenta hacia áreas pobladas. Marcos dijo en informes de noticias de Filipinas que un avión PAF C-47 vertió cloruro de sodio en Olga para contener la lluvia récord que trajo a la capital del país, pero aun así cayó un aguacero récord. Se basa en una reunión con funcionarios de socorro y rescate que Marcos tomó la decisión de declarar un estado de calamidad en varias áreas de Filipinas que se han visto gravemente afectadas por la tormenta. Las señales de tormenta continuaron emitiéndose y manteniéndose a medida que Olga emerge en el Mar de China Meridional.

### 22 de mayo
Un avión de 5 personas se estrelló en unas colinas boscosas a 40 millas al sur de Manila desde Leyte hasta la zona. El número de muertos en esa fecha se fijó en 35. La República Popular China señaló que los informes de diferentes provincias que también son duramente afectadas por Olga se retrasaron debido a la rotura de las líneas eléctricas. Un funcionario de rescate también informó a los medios de comunicación del país que el mal tiempo también impidió el envío de aviones para revisar el Seng Hong, un carguero con matrícula panameña que se informó que encalló cerca de la bahía de Mamburao, ubicada al sur de la capital. Había 18 pasajeros a bordo. El otro avión, un avión de la Armada de Filipinas que se dirigía a Manila desde Palawan con siete pasajeros que también fue afectado por Olga.

### 24 de mayo
Dos días después, se informó que 41 habían muerto debido a Olga en el país, y el número aumentó a 47 en informes adicionales. Tres de ellos son de Nueva Écija debido al ahogamiento y otros tres en Manila por el incendio del cortocircuito relacionado con la tormenta. Las carreteras de acceso a través del Aeropuerto Internacional de Manila (ahora Aeropuerto Internacional Ninoy Aquino) se inundaron aunque el aeropuerto permaneció abierto para vuelos. Además, las comunicaciones de Manila a Zamboanga en Mindanao, donde ocurrió el secuestro de un avión el 21 de mayo y terminó el 24 de mayo, se interrumpieron debido a la rotura de las líneas de transmisión en el primero. Ferdinand Marcos extendió aún más el estado de calamidad en la isla principal de Luzón el 24 de mayo como resultado del desastre. Ocho hospitales del país también suspendieron las admisiones de pacientes debido a su emergencia y las secciones de admisión estaban inundadas por las inundaciones. Los funcionarios informaron a United Press International desde Manila que el Portrero Dike, un embalse ubicado a 90 millas al norte de Manila, se desbordó durante el embate de la tormenta e inundó las ciudades cercanas al área. Nueva Ecija estaba casi completamente inundada, según Marcos. El río Pampanga también se desbordó cuando su agua subió más de tres yardas. Más al sur de Luzón, los ferrocarriles se interrumpieron como resultado de las lluvias de Olga y los daños a los cultivos y la propiedad se describieron como "extensos". Más de 100.000 personas se quedaron sin hogar. Como resultado, Marcos ordenó a las Fuerzas Armadas de Filipinas (AFP) formar unidades de rescate.

### 25 de mayo

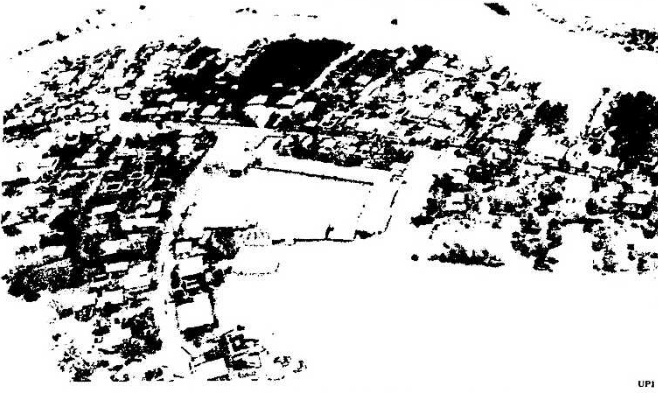
Vista aérea de la sección inundada de la provincia de Pampanga en una fecha desconocida.

Con la suma de seis del número de víctimas existente, las muertes por las inundaciones de Olga aumentaron a 53 al día siguiente, 25 de mayo. Además, Arnedo Dike, un importante embalse de control de inundaciones en Pampanga también se desbordó debido a las lluvias del sistema. La AFP ordenó la evacuación de 50.000 personas que vivían cerca del pie de dicha cuenca mientras una estación de control de inundaciones, ubicada a 40 millas al norte de Manila registró crecientes de dos pies de agua. El centro de defensa del país en Pampanga solicitó vehículos resistentes al agua de Estados Unidos desde la Base Aérea Clark y helicópteros para rescatar y evacuar a los residentes varados. Además, también ayudaron en las operaciones de rescate de alimentos en muchas áreas inundadas. El municipio de La Paz en Tarlac tiene aproximadamente 10,000 personas atrapadas en sus áreas inundadas, según informes de noticias allí. Según la estatal Agencia de Noticias de Filipinas, ese día más de 10,000 familias o 70,000 personas se vieron afectadas por el estallido del dique y el número de personas evacuadas ascendió rápidamente a más de 139,500 a partir de ese día. Los últimos informes de noticias del país indicaron que Marcos anunció el estado de calamidad en Luzón a través de la radio nacional; muchos productos están sometidos a congelación de precios, como velas, fósforos, productos enlatados, pescado y café instantáneo. Más de 15.000 acres de tierras de arroz listas para la cosecha se desperdiciaron debido a Olga.

### 26 de mayo
El número de personas que evacuaron durante el estallido del embalse ascendió a 80.000 el 26 de mayo. Dos cuerpos de agua más se desbordaron en el país debido a Olga; los diques Santo Tomás y Santa Cruz. El primero destruyó 400 casas y mató a ocho a su paso. El número de muertos aumentó a 109 y la mayoría de ellos se debieron a ahogamientos. Más de 115.588 familias o 602.000 personas también necesitaban ayuda debido a las secuelas de la tormenta. Los daños estimados por el tifón se fijaron en $ 70 millones, según Marcos durante una reunión de emergencia ese día con los miembros de su gabinete. 66 pueblos y 4 ciudades del país se inundaron y 14 puentes fueron arrasados. Los daños a las infraestructuras públicas se incurrieron en $ 3.6 millones. Mientras tanto, los daños agrícolas y a la propiedad combinados se fijaron en $ 14 millones. Se anunció que la población de arroz en el desastre estaba en 1. 8 millones de toneladas. Como resultado, más de 204.000 personas perdieron sus hogares. Cientos de residentes que se negaron a evacuar treparon y se posaron en árboles y tejados cercanos por su seguridad, indicaron informes de noticias allí. Junto con el fotógrafo de la UPI Willy Vicoy, helicópteros filipinos rescataron a 127 personas en Arayat, un municipio de Pampanga. Un puente en la zona también se derrumbó, matando a cuatro por ahogamiento. Las lecturas de inundaciones en el río Pampanga indicaron un "máximo histórico" de 17,85 pies ese día también, superando el récord de 17,5 pies que tuvo la misma cuenca en una inundación desastrosa en julio y agosto de 1972. Helicópteros filipinos rescataron a 127 personas en Arayat, un municipio de Pampanga. Un puente en la zona también se derrumbó, matando a cuatro por ahogamiento. Las lecturas de inundaciones en el río Pampanga indicaron un "máximo histórico" de 17,85 pies ese día también, superando el récord de 17,5 pies que tuvo la misma cuenca en una inundación desastrosa en julio y agosto de 1972. Helicópteros filipinos rescataron a 127 personas en Arayat, un municipio de Pampanga. Un puente en la zona también se derrumbó, matando a cuatro por ahogamiento. Las lecturas de inundaciones en el río Pampanga indicaron un "máximo histórico" de 17,85 pies ese día también, superando el récord de 17,5 pies que tuvo la misma cuenca en una inundación desastrosa en julio y agosto de 1972.
El 40-80% de los decorados en Iba, Zambales de la producción de la película de guerra psicológica épica estadounidense de 1979 Apocalypse Now también fueron destruidos debido a los fuertes vientos de Olga. Su tripulación varada estaba confinada en un hotel y otros en casas pequeñas. El set de Playboy Playmate también había sido destruido, arruinando el programa de producción de un mes.

### 27 de mayo
Se informó además de 112 personas muertas y 12 desaparecidas el 27 de mayo. Los puentes destruidos causados por las inundaciones interrumpieron la ayuda a más de 600.000 personas afectadas por la tormenta. Los helicópteros estadounidenses y filipinos continúan rescatando a las personas que aún están varadas de sus techos. Mientras tanto, 1 presa, 10 diques, 20 puentes y 92 áreas en Filipinas fueron afectadas, destruidas o sufrieron daños debido a Olga. Se informó que la autopista MacArthur se cortó debido a las inundaciones. Como respuesta al llamamiento del gobierno filipino, el gobierno de los Estados Unidos envió helicópteros de la Armada y la Fuerza Aérea para ayudar en las operaciones de rescate existentes. A pesar de que Olga ahora está en el Mar de China Meridional, influyó en el monzón del suroeste con su "cola" provocando otra ronda de aguacero en el centro de Manila. Causó un tráfico intenso dentro y fuera de la capital, mientras que los vehículos también quedaron varados debido a numerosos deslizamientos de tierra en Baguio. La represa de Santo Tomás, un embalse que se desbordó el 26 de mayo mató a 82 personas en Batangas, indicaron informes tardíos. 20 pasajeros en un autobús también fueron arrastrados a la muerte, según un informe de radio del gobierno de la región de Bicol, donde ocurrió el accidente. A pesar de esto, se abrieron negocios en Manila después de cinco días de cierre, mientras varios miles de transbordadores y embarcaciones de pasajeros seguían en refugios y varados en la isla de Mindoro, en la que la mayoría de ellos se dirigían a la capital.

### 28 de mayo
"Las inundaciones están retrocediendo muy, muy lentamente. Pueden pasar cuatro o cinco días antes de que las inundaciones retrocedan".
Un portavoz del Centro Nacional de Control de Desastres (NDCC)

185 personas murieron y más de 800.000 quedaron sin hogar hasta el 28 de mayo. 10 del último número de víctimas son de Nueva Écija, que son todos estudiantes, donde son enterrados vivos por un deslizamiento de tierra. La Cruz Roja de Filipinas llamó a esto "el alcance del sufrimiento humano y la destrucción" debido a la franja de daños de Olga. El presidente Marcos realizará un reconocimiento aéreo en una fecha desconocida en Luzón Central, según Associated Press. A pesar de que Olga se disipó al ser absorbida por una perturbación subtropical en este día, se produjeron fuertes lluvias en Pangasinan; estos se atribuyen a la tormenta.

### 29 de mayo
"Los deslizamientos de tierra han aislado las aldeas. Las carreteras y los puentes están destruidos. No se puede ir a ningún lugar por carretera. En millas y millas solo hay agua y eso es todo. En una ciudad al norte de Manila, Calumpit, el agua todavía está hasta el techo de la escuela"
Jean Michel Goudstekker, representante francesa de la Liga de Sociedades de la Cruz Roja (LRCS) mientras realizaba un recorrido aéreo en helicóptero por Luzón Central

El 29 de mayo, al menos 1,000 personas o más de 100 vehículos quedaron atrapados en Dalton Pass en las montes Caraballo; helicópteros militares intentaban llegar a la zona, pero no lo consiguieron debido al mal tiempo. 1,3 millones de personas también se vieron obligadas a abandonar sus hogares según las agencias de la zona. Un total de 72 vuelos ya han sido realizados por la aeronave de la Fuerza Naval de Estados Unidos, dijo la Armada de Estados Unidos desde Subic Bay, según Associated Press. La Cruz Roja de Filipinas también señaló que Japón, Canadá, Finlandia, Gran Bretaña, Australia y Nueva Zelanda habían respondido al pedido de ayuda que hicieron, ya sea recibiendo efectivo o artículos de socorro como donación. Más contribuciones llegaron de los Estados Unidos, Noruega y Alemania Occidental cuando terminó el día; el primero tuvo el más grande en los países que se enumeran a continuación, con más de $ 500,000 en donaciones para operaciones de socorro por parte de las dos bases militares estadounidenses en el país. La República Popular China, mientras tanto, publicó un número de víctimas de 188 ese día. Las personas que perdieron sus hogares vivían actualmente en varias escuelas, ayuntamientos e iglesias, según la organización. Se informó que las inundaciones habían ido disminuyendo a partir de ese día, y la oficina meteorológica instó a las personas a reanudar sus actividades normales hoy. Marcos también finalizó su recorrido por las áreas severamente afectadas en Luzón el 28 de mayo. También ordenó un gran cambio de las operaciones de rescate a las rutinas de socorro y rehabilitación para realizar la transmisión de mercancías en las áreas afectadas. Además, el presidente también anunció la cancelación de un gran desfile y recepción tradicional que se suponía que se realizaría el 12 de junio, día de la independencia del país, debido a que “no hay nada de qué alegrarse”. Las personas que perdieron sus hogares vivían actualmente en varias escuelas, ayuntamientos e iglesias, según la organización. Se informó que las inundaciones habían ido disminuyendo a partir de ese día, y la oficina meteorológica instó a las personas a reanudar sus actividades normales hoy. Marcos también finalizó su recorrido por las áreas severamente afectadas en Luzón el 28 de mayo. También ordenó un gran cambio de las operaciones de rescate a las rutinas de socorro y rehabilitación para realizar la transmisión de mercancías en las áreas afectadas. Además, el presidente también anunció la cancelación de un gran desfile y recepción tradicional que se suponía que se realizaría el 12 de junio, día de la independencia del país, debido a que “no hay nada de qué alegrarse”. Las personas que perdieron sus hogares vivían actualmente en varias escuelas, ayuntamientos e iglesias, según la organización. Se informó que las inundaciones habían ido disminuyendo a partir de ese día, y la oficina meteorológica instó a las personas a reanudar sus actividades normales hoy. Marcos también finalizó su recorrido por las áreas severamente afectadas en Luzón el 28 de mayo. También ordenó un gran cambio de las operaciones de rescate a las rutinas de socorro y rehabilitación para realizar la transmisión de mercancías en las áreas afectadas. Además, el presidente también anunció la cancelación de un gran desfile y recepción tradicional que se suponía que se realizaría el 12 de junio, día de la independencia del país, debido a que “no hay nada de qué alegrarse”. Se informó que las inundaciones habían ido disminuyendo a partir de ese día, y la oficina meteorológica instó a las personas a reanudar sus actividades normales hoy. Marcos también finalizó su recorrido por las áreas severamente afectadas en Luzón el 28 de mayo. También ordenó un gran cambio de las operaciones de rescate a las rutinas de socorro y rehabilitación para realizar la transmisión de mercancías en las áreas afectadas. Además, el presidente también anunció la cancelación de un gran desfile y recepción tradicional que se suponía que se realizaría el 12 de junio, día de la independencia del país, debido a que “no hay nada de qué alegrarse”. Se informó que las inundaciones habían ido disminuyendo a partir de ese día, y la oficina meteorológica instó a las personas a reanudar sus actividades normales hoy. Marcos también finalizó su recorrido por las áreas severamente afectadas en Luzón el 28 de mayo. También ordenó un gran cambio de las operaciones de rescate a las rutinas de socorro y rehabilitación para realizar la transmisión de mercancías en las áreas afectadas. Además, el presidente también anunció la cancelación de un gran desfile y recepción tradicional que se suponía que se realizaría el 12 de junio, día de la independencia del país, debido a que “no hay nada de qué alegrarse”. También ordenó un gran cambio de las operaciones de rescate a las rutinas de socorro y rehabilitación para realizar la transmisión de mercancías en las zonas afectadas. Además, el presidente también anunció la cancelación de un gran desfile y recepción tradicional que se suponía que se realizaría el 12 de junio, día de la independencia del país, debido a que “no hay nada de qué alegrarse”. También ordenó un gran cambio de las operaciones de rescate a las rutinas de socorro y rehabilitación para realizar la transmisión de mercancías en las zonas afectadas. Además, el presidente también anunció la cancelación de un gran desfile y recepción tradicional que se suponía que se realizaría el 12 de junio, día de la independencia del país, debido a que “no hay nada de qué alegrarse”.

### 31 de mayo
El número de muertos aumentó a 203 el 31 de mayo, según el último recuento de la República Popular China ese día, incluidas 5 personas que murieron de hambre debido a que quedaron atrapadas en un paso de montaña aislado por deslizamientos de tierra. Dieciséis helicópteros de la Marina de Filipinas y de los Estados Unidos rescataron a las 1.000 personas que estaban aisladas sobre el paso de Dalton; varios automovilistas todavía están varados en el tramo de la carretera del Valle de Cagayán debido a carreteras destruidas y descoloridas. Mientras tanto, 67 personas fueron arrestadas con cargos de especulación y acaparamiento de paquetes de alimentos. El presidente filipino también anunció la cancelación de una semana del año escolar que se suponía comenzaría el 7 de junio.

### Después de mayo de 1976 y jubilación
Una adición de 8 muertes más debido a que fueron enterrados vivos en un deslizamiento de tierra redujo el número de víctimas de Olga a 211.
La cifra oficial de muertos del sistema se publica en 374, según el dato difundido por la ahora PAGASA. Sin embargo, la USAID y el JTWC sólo acordaron en el número de más de 200.  Más tarde, la oficina meteorológica retiró el nombre filipino "Didang" y fue reemplazado por "Ditang" para temporadas futuras.

## Otras lecturas
- Cowie, Peter (1990). Coppola. New York: Scribner. ISBN 0-684-19193-8.

- Datos: Q109285543